# Ryunosuke Noda
Ryunosuke Noda (født 28. september 1988) er en japansk fodboldspiller, som spiller for den japanske fodboldklub Shonan Bellmare.